# Myrmicaria distincta
Myrmicaria distincta är en myrart som beskrevs av Santschi 1925. Myrmicaria distincta ingår i släktet Myrmicaria och familjen myror.

## Underarter
Arten delas in i följande underarter:
- M. d. abyssinica
- M. d. distincta
- M. d. vorax